# (2,2,6,6-Tetrametilpiperidin-1-il)oxil
A (2,2,6,6-tetrametilpiperidin-1-il)oxil vagy (2,2,6,6-tetrametilpiperidin-1-il)oxidanil, röviden TEMPO, vegyület, képlete (CH2)3(C(CH3)2)2NO. Ez a heterociklikus vegyület vöröses narancs, szublimáló szilárd anyag. Mivel stabil aminoxilgyök, használatos a kémiában és a biokémiában. A TEMPO gyökmarkerként, biológiai rendszerek elektronspinrezonancia-spektroszkópiai vizsgálatában szerkezeti vizsgálathoz, szerves szintézisek reagenseként és irányított gyökös polimerizáció közvetítőanyagaként használatos.

## Előállítás
A TEMPO-t 1960-ban fedezte fel Lebegyev és Kazarnovszkij. 2,2,6,6-Tetrametilpiperidin oxidációjával állítható elő.

## Szerkezet, kötések

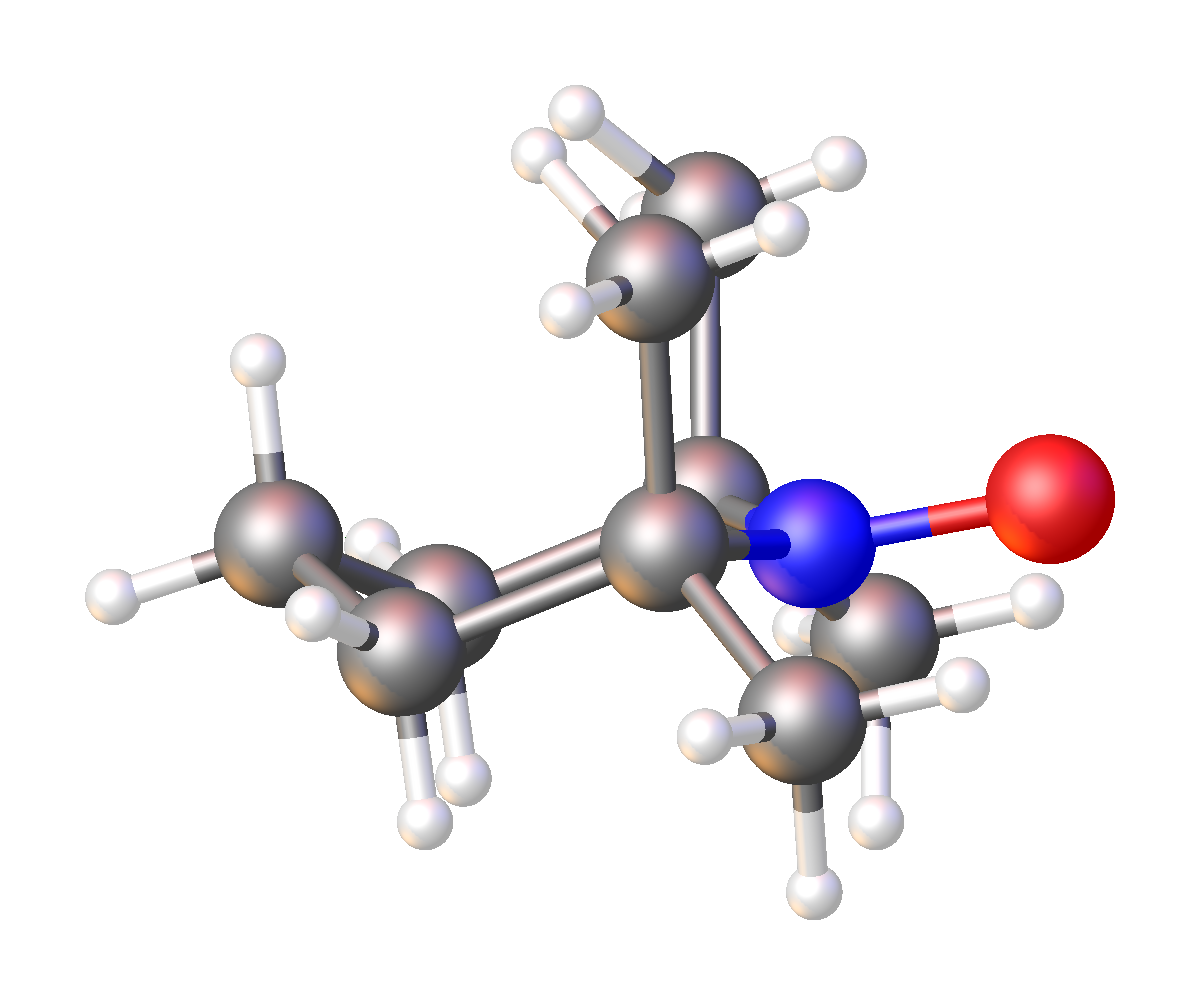
A TEMPO szerkezete. Az N–O távolság 1.284 Å..

A szerkezetet röntgenkrisztallográfia igazolta. A gyököt jól védi a 4 metilcsoport.
A gyök stabilitásának oka lehet a gyök delokalizációja háromelektronos N–O kötést alkotva, hasonlóan a nitrogén-monoxidhoz és a nitrogén-dioxidhoz. A stabilitást segíti az aminoxilcsoporttal szomszédos 4 metilcsoport is. Ezek inert szubsztituensek – az aminoxillal szomszédos CH központokat elvonná az aminoxil.
A gyök stabilitásának okaitól függetlenül a hidrogénezett származék (az 1-hidroxi-2,2,6,6-tetrametilpiperidin, röviden TEMPO–H) O–H kötése gyenge, disszociációs energiája mintegy 290 kJ/mol, 30%-kal kisebb egy általános O–H kötésénél.

## Használata szerves szintézisekben
A TEMPO szerves szintézisekben a primer alkoholok aldehidekké való oxidációjának katalízisében használatos. Az oxidáns az N-oxoammóniumsó. A nátrium-hipokloritos katalitikus ciklusban a hipoklórossav az N-oxoammóniumsót TEMPO-ból állítja elő.
Ilyen például az (S)-(−)-2-metil-1-butanol oxidációja (S)-(+)-2-metilbutanallá: A 4-metoxifenetil-alkoholt a TEMPO, a nátrium-hipoklorit és némi nátrium-klorit a megfelelő karbonsavvá oxidálja. A TEMPO-val végzett oxidáció kemoszelektív: a szekunder alkoholok felé inert, de az aldehideket karbonsavakká alakítja.
A TEMPO-oxidáció nagyon szelektív lehet. A szekunder alkoholokat jobban oxidálja a TEMPO savas környezetben. Ennek oka, hogy a szekunder alkoholok könnyebben adnak le H− iont.
Ha a szekunder oxidánsok mellékreakciókat okoznak, lehetséges a TEMPO külön lépésben való alakítása oxoammóniumsóvá. Például a geraniol geraniallá való oxidációjában a 4-acetamido-TEMPO először az oxoammónium-tetrafluoroboráttá oxidálódik.
A TEMPO továbbá nitroxidmediált gyökös polimerizációban (NMP) – egy irányított gyökös polimerizációban, mely jobb irányítást ad a végső moláristömeg-eloszlás felett – is használható. A TEMPO gyök növekvő polimerlánchoz adható, „alvó”, többé nem polimerizáló láncot adva. Azonban a polimer és a TEMPO közti kapcsolat gyenge, hevítéssel megszüntethető, lehetővé téve a polimerizáció folytatását. Így irányítható a polimerizáció, és kis eltérésű polimerláncok hozhatók létre.

## Ipari használat és analógok
A TEMPO laboratóriumi használatra nem túl drága. Ezenkívül van nagy mennyiségben nem túl magas áron TEMPO-t előállító gyártó is. Szerkezeti analógok is vannak, melyek nagy része a 4-hidroxi-TEMPO-n (TEMPOL) alapul. Ez acetonból és ammóniából keletkezik triacetonaminnal, csökkentve az árat. További alternatívák az újrahasznosított, polimertámogatott TEMPO katalizátorok.
Iparban használt TEMPO-szerű vegyületek közé tartoznak például gátolt amin fénystabilizálók és polimerizációgátlók.

## Fordítás
Ez a szócikk részben vagy egészben  a   TEMPO című angol Wikipédia-szócikk ezen változatának fordításán alapul.  Az eredeti cikk szerkesztőit annak laptörténete sorolja fel. Ez a jelzés csupán a megfogalmazás eredetét és a szerzői jogokat jelzi, nem szolgál a cikkben szereplő információk forrásmegjelöléseként.